# Óscar Coll
Óscar Coll Marengo (* 1. September 1928 in Buenos Aires; † 2001 oder 2002) war ein argentinischer Fußballspieler. Der Stürmer wurde drei Mal chilenischer Meister.

## Karriere
Óscar Coll kam als jüngstes Kind von sieben Geschwistern auf die Welt. Fußballerisch begann er in der Reserve von River Plate und kam 1948 als rechter Außenstürmer in die Profimannschaft. Dort spielte er unter anderem mit Alfredo Di Stéfano in der Offensive. Nach den Wechseln zum CA Platense 1951 und zu San Lorenzo de Almagro 1954 kam Coll, der auch Muñeco genannt wurde, zum Espanyol Barcelona. Für den spanischen Klub lief der Argentinier in 91 Ligaspielen auf und erzielte dabei 36 Tore. Bei der Copa del Generalísimo 1957 erreichte der Klub das Finale gegen den Lokalrivalen FC Barcelona, das mit 1:0 für den Rivalen endete. 1962 kam Muñeco zum CF Universidad de Chile, mit dem er in der Zeit von 1962 bis 1966 drei Mal die Meisterschaft gewann und einmal Vizemeister wurde. Die letzten beiden Karrierejahre verbrachte der Angreifer bei Deportes Concepción.

## Erfolge
Universidad de Chile
- Primera División: 1962, 1964, 1965

Deportes Concepción
- Segdunda División: 1967